# Peter Mandelson
Peter Benjamin Mandelson, Barão Mandelson, PC (South London, 21 de outubro de 1953) é um político britânico. Serviu como secretário dos Negócios, Empreendimentos e Reforma Regulatória do gabinete de Gordon Brown. Também atuou no gabinete de Tony Blair, como secretário de Estado para a Irlanda do Norte e secretário de Comércio e Indústria.
Foi deputado eleito pelo Partido Trabalhista do Reino Unido, por Hartlepool. Em 13 de outubro de 2008, foi feito Barão Mandelson e ingressou na Casa dos Lordes. Entre 2004 e 2008 foi Comissário Europeu do Comércio na Comissão Barroso.
Um dos principais protagonistas das transformações internas dos trabalhistas britânicos e de sua caminhada rumo ao "New Labour", ele é apelidado popularmente como "Mandy" pela imprensa e pelo público britânico.

## Vida Pessoal
Em outubro de 1998, durante seu primeiro período no Gabinete, Peter Mandelson foi o centro de grande atenção da imprensa quando Matthew Parris (ex-membro do parlamento abertamente homossexual e então escritor sobre assuntos parlamentares do The Times) mencionou durante uma entrevista ao vivo através do Newsnight, na sequência da demissão de Ron Davies, que "Peter Mandelson certamente é gay". A homossexualidade de Mandelson era bem conhecida, mas não amplamente divulgada, exceto nas primeiras páginas do jornal The People, e Mandelson não queria discutir isso. Depois do comentário de Parris, a imprensa sentiu-se livre para discutir sua vida pessoal (em especial sua relação com o brasileiro Reinaldo Avila da Silva), em uma amplitude  muito maior.
A reputação de Mandelson pode ter sido prejudicada em vez de ajudada pela decisão inicial de Anne Sloman, conselheira política chefe da BBC sobre política editorial, de bloquear qualquer menção à sua vida privada na BBC. Foi sugerido que o diretor-geral da BBC naquela ocasião, John Birt, teve atuação direta nessa proibição. O popular programa de TV da BBC Have I Got News For You recusou-se a cumprir a determinação e discutiu este assunto quase abertamente - Ian Hislop disse, "Não estamos autorizados a dizer que Peter Mandelson é um hom … eowner", ao que Paul Merton respondeu, "O que há de errado com pessoas gays que possuem casas?".
Mandelson também adquiriu a alcunha "Mandy" em referência ao seu sobrenome.
Em abril de 1999, Peter Mandelson apoiou a sua biografia por Donald Macintyre do The Independent, e discutiu sua homossexualidade, saindo do armário. Em 2000, Peter Mandelson reconheceu publicamente sua relação de longa data com Reinaldo Avila da Silva, permitindo fotografias deles juntos.
Tam Dalyell, enquanto mais antigo membro da Casa dos Comuns, afirmou que Mandelson fazia parte da cabala judaica de Blair em maio de 2003. Em resposta Mandelson, afirmou: "Para além do fato de que eu não sou realmente judeu, quero usar o parentesco do meu pai com orgulho".
Mandelson foi, até 8 de outubro de 2008, o presidente da Central School of Speech and Drama. Ele foi substituído neste cargo não remunerado pelo dramaturgo Harold Pinter, que morreu algumas semanas mais tarde.